# Digigraphie
La Digigraphie est un procédé d'impression de reproductions d'œuvres d'art, réalisées en technique numérique sur des imprimantes jet d'encre grand format, labellisé par le fabricant d'imprimantes japonais Epson. 
Ce label créé par Epson en 2003 concerne la reproduction de tout type de création artistique : photographie, peinture, collage, dessin, aquarelle, création numérique, etc.
C'est à l'initiative de ce fabricant qu'un « Comité de réflexion » regroupant des artistes reconnus d'horizons différents a été créé pour déterminer les critères de fonctionnement de la Digigraphie, les critères techniques étant définis par Epson.
Lancé officiellement lors du 100e Salon d'automne en 2003, le label Digigraphie est aujourd'hui reconnu internationalement, avec un réseau de plus de 80 prestataires agréés Digigraphie à travers le monde et plus de 2 600 artistes reproduisant leurs œuvres en Digigraphie.

## Critères techniques

### Les imprimantes
Les Digigraphies sont réalisées exclusivement sur des imprimantes professionnelles grand format Epson (3800, 3880, 4000, 4800, 4880, 4900, 7600, 7800, 7880, 7900, 9600, 9800, 9880, 9900 et 11880) avec des encres UltraChrome K3, à base de pigments.

### Les papiers
Les papiers agréés Digigraphie ont passé des tests de résistance à la lumière permettant de garantir une durée de vie supérieure à 60 ans en conditions normales d'exposition en intérieur. Ces tests ont été réalisés par des laboratoires indépendants afin de garantir l'impartialité des résultats. La liste des papiers évolue de temps en temps, on y retrouve des papiers d'art lisses ou texturés, des toiles canvas et des papiers photographiques. Quatre marques sont représentées à ce jour : Epson, Arches, Canson et Hahnemühle (en).

## Mode de fonctionnement
Il existe deux façons de réaliser des Digigraphies : 
- en s'équipant d'un matériel agréé et en obtenant l'agrément auprès d'un revendeur Epson autorisé. On peut alors réaliser soi-même ses tirages dans le strict respect des règles de la Digigraphie ;
- en faisant appel à un atelier agréé en Digigraphie qui réalisera alors les tirages dans le respect de la technique et des normes de la Digigraphie.

### Un tirage en édition limitée
Une Digigraphie est obligatoirement un tirage en édition limitée :
- soit une impression à 30 exemplaires maximum (l'artiste est libre de choisir le nombre de tirages de son œuvre, de 1 à 30) pour être considéré comme une œuvre d'art,
- soit à tirage plus important (série limitée).

Elle porte obligatoirement une numérotation indiquant le nombre total d'exemplaires de la série et le numéro de l'exemplaire (par exemple : 5/30 pour le cinquième exemplaire d'une série qui ne comptera pas plus de 30 tirages au total), ainsi que la signature manuscrite de l'artiste, attestant de l'authenticité du tirage.

### Un tampon officiel
Une Digigraphie est obligatoirement marquée d'un tampon officiel permettant d'identifier celui qui l'a tirée (tampon à sec (ou estampe) qui grave le papier ou tampon encreur sur toile). 
Il existe trois types de tampons : 
1. celui de l'artiste,
2. celui de l'Atelier Agréé,
3. celui de la Digigraphie Collection (pour les artistes décédés, les musées, les ayants droit).

Une Digigraphie est obligatoirement délivrée avec un certificat d'authenticité reprenant tous les détails la concernant : type de papier, nom de l'auteur, nom du tireur, date de tirage, taille de la série, dimension du tirage, etc.

## Œuvres et artistes en Digigraphie
Les artistes utilisant la technique d'impression Digigraphie sont communément appelés des « digigraphes ». Toutes les Digigraphies sont présentées sur le site officiel, recensant près de 26 000 œuvres en Digigraphies.
Parmi les artistes digigraphes figurent notamment William Klein, Pierre-Anthony Allard, Yann Arthus-Bertrand, Pierre Kiandjan.

## Expositions
La Digigraphie a fêté ses 10 ans en décembre 2013 à la Maison européenne de la photographie à Paris, en présence de membres du Comité de Réflexion, d'artistes digigraphes, de professionnels de la photographie et de membres de la Société Epson. Une rétrospective des œuvres en Digigraphie, cédées par Epson à la Maison européenne de la photographie, a eu lieu à l'occasion de cet anniversaire.